# Johann Hubert Inden
Johann Hubert Inden (* 16. Januar 1865 in Düsseldorf; † 4. September 1931 ebenda) war ein deutscher Industrieller.

## Leben
Johann Hubert Inden wurde geboren als Sohn des Düsseldorfer Fittingsschmieds und Fabrikanten Paul Heinrich Inden (1838–1879) und der Forstbeamtentochter Marie Elisabeth, geborene Wolf (1836–1914). Nach der Schulzeit, einer einjährigen Lehre in Antwerpen und dem Militärdienst studierte er ab 1885 Ingenieurwissenschaften an der Technischen Hochschule Berlin, um sich technisch auf die Übernahme von Führungsaufgaben im Unternehmen seines Vaters vorzubereiten. Während seines Studiums wurde er Mitglied des Corps Rheno-Guestphalia.
1888 trat Inden in die Fa. Fittingsfabrik Gebr. Inden GmbH in Düsseldorf ein. 1894 wurde er Geschäftsführer und 1913 nach Umwandlung der Gesellschaft in eine AG Generaldirektor. Nach der Eingliederung des Unternehmens 1921 in die Phoenix AG für Bergbau und Hüttenbetrieb blieb er Generaldirektor. Beim Übergang der Phoenix AG 1926 auf die Vereinigten Stahlwerke trat er in den Ruhestand ein. Er vollzog unter Einführung zahlreicher Innovation den Wandel der Fittingsfertigung von einem hochentwickelten Handwerk zu einer hochspezialisierten Massenfertigung.
Inden war seit 1894 mit der Düsseldorfer Fabrikantentochter Mathilde Elsa Branscheid (1874–1942) verheiratet, mit der er einen Sohn und drei Töchter hatte. Der Sohn Paul Hubert (* 1896), wie sein Vater Mitglied des Corps Rheno-Guestphalia Berlin, wurde später Technischer Generalbevollmächtigter der Phoenix-Rheinrohr AG.

## Auszeichnungen
- Dr.-Ing. E. h. der Technischen Hochschule Berlin, 1923